# Arroyo Furlong
El arroyo Furlong es un arroyo de agua de deshielo glacial de 2,6 kilómetros de largo. Está en el valle Taylor de la Tierra de Victoria de la Antártida Oriental y fluye desde el glaciar Howard hasta el arroyo Delta. El estanque Spaulding está en su camino.
El arroyo Furlong debe su nombre a sugerencia de la hidróloga estadounidense Diane Marie McKnight, jefa del equipo del Servicio Geológico de los Estados Unidos que examinó el sistema fluvial del lago Fryxell entre 1987 y 1994. Lleva el nombre del hidrólogo Edward Furlong, que participó en estas actividades de investigación.